# Marjory Stephenson
Marjory Stephenson (1885 - 1948) fue una microbióloga inglesa y una de las primeras mujeres elegidas como miembro de la Royal Society. 

## Biografía
Fue la más joven de su familia por nueve años.
Destacó en el campo de la Microbiología e inventó un método para separar las enzimas de las bacterias. Además estudió el metabolismo de varios microorganismos.
Escribió Metabolismo Bacteriano (1930), del que se llegaron a publicar hasta tres ediciones y fue considerado  como libro de referencia para las siguientes generaciones de microbiólogos.
Fue fundadora de la Sociedad de Microbiología General, llegando a desarrollar el cargo de presidente.  En 1953, la Sociedad estableció un premio, con su nombre, de hecho el principal premio de la Sociedad, otorgado cada dos años por su distinguida contribución de importancia actual en microbiología.
Falleció de cáncer el 12 de diciembre de 1948.